# Der ewige Jude
Der ewige Jude (česky Věčný žid) je německý antisemitský propagandistický černobílý film ze září roku 1940.
Film, koncipovaný jako dokument, podněcuje nenávist proti Židům, které zobrazuje jako sociální parazity s destruktivním vlivem na společnost, jak ve světě, tak především v Německu.
Film pro D.F.G vyrobil a režíroval Fritz Hippler. Délka filmu je 1 hodina a 5 minut.

## Obsah
Film začíná titulkem: „Civilizovaní Židé, které v Německu známe, nám však dávají neúplný obrázek jejich pravého rasového charakteru. Tento film ukazuje skutečné záběry polských ghett. Ukazuje nám Židy, jak skutečně vypadají, než se skryjí za masku civilizovaných Evropanů.“
Hlavní a nejdelší část Věčného Žida popisuje Židy z hlediska jejich typického povolání, náboženství a víry, vzdělávání a celkové nátury. Vyprávěné slovo je podloženo záběry Židů z polského (pravděpodobně varšavského) ghetta (získanými po invazi do Polska).
Vypravěč zde Židy portrétuje jako špínu a nákazu, jež se šíří světem a parazituje na práci německého lidu. Například uvádí, že zatímco německý národ vyrábí a tvoří nové hodnoty, Židé nevytvářejí žádné hodnoty, štítí se práce a uchylují se pouze k překupnictví a obchodu, který jim vzkvétá na úkor živořících Němců. Zmíní se i o Židech, kteří pohádkově zbohatli, údajně díky lichvě a podvodům, v době krize a pádivé inflace Výmarské republiky, zatímco většina Němců živořila.
Prostřední část pojednává o původu Židů a jejich rozšíření do světa. Židy zde zobrazuje téměř jako agenty, kteří odhodí své rozpoznatelné zevnějšky (kaftan, plnovous a typické lokny na spáncích) a jmou se infiltrovat oblasti jejich zájmu v civilizovaném světě. Zmiňuje zde některé významné židovské figury, jež se dostaly do vlivných a významných pozic v obchodu a politice v Evropě a Americe. Zvláštní část je věnována mezinárodním židovským bankéřům a speciálně rodině Rothschildů.
Následuje blok věnující se invazi kultury a umění Židů do světové domény. Film si zde vybírá příklady židovských umělců či avantgardních moderních stylů posledních několika let, které líčí jako primitivní a nečisté a tvrdí, že hyzdí dosavadní ideál krásy.
Poté si film vytyčí za cíl porozumět výchově, vzdělávání a náboženství Židů. V této části shrnuje, jaké výchovy a náboženského vzdělání se dostává typickému ortodoxnímu Židovi, od útlého mládí až do dospělosti.
K závěru je nadnesena i otázka práv zvířat – konkrétně se film staví proti krutým způsobům jejich zabíjení Židy – košer příprava (kterou Hitler zakázal krátce po nástupu k moci v roce 1933).
Poslední část je koncipována jako „řešení problému“ a vykresluje rázné nacionálně socialistické Německo v čele s Adolfem Hitlerem ve svém údělu vypořádat se s „věčným Židem“. Končí záběry z Říšského sněmu a úryvkem projevu Adolfa Hitlera.
Na světě je spousta místa k životu. Ale dojem, že židovský lid byl vybrán bohem, aby žil z produktivity jiných lidí, musí konečně zajít. Židé si prostě budou muset zvyknout na vykonávání nějaké společensky přijatelné, konstruktivní činnosti – stejně jako ostatní – jinak, dříve či později budou čelit problémům, o kterým se jim nikdy nesnilo. Budou-li mezinárodní Židovští finančníci v Evropě i mimo ni, tlačit lidi do další světové války, výsledkem nebude vítězství židovství, ale destrukce židovské rasy v Evropě.
Adolf Hitler, 30. ledna 1939
Projev následuje bouřlivý potlesk a vzápětí rozzářené tváře mladých Němců, kteří zajisté vyvinou to největší úsilí pro znovusjednocení německého ducha a rasy.

## Forma
Film se tváří jako objektivní dokument, ale ve skutečnosti se jedná o propagandu, jejichž prostředků v hojné míře používá – od zmanipulovaných skutečností, přes polopravdy až po tvrzení, která se nezakládají na pravdě zcela.
K podpoření tvrzení filmu je podřízena jak obraz, tak hudba. Například, pro vyobrazení pracovitých Němců zní budovatelská a optimistická hudba, při zobrazení Židů pak hudba dramatická až děsivá. Pasáž o šíření Židů do světa je ve filmu srovnána s šířením krys, která následuje hned za ní. Záběry krys se pak objeví, zatímco vypravěč mluví o škodách a škodění, nákaze a infekčních chorobách.
Věčný Žid na několika místech srovnává Židy a Němce. Například mluví o podílu Židů v německé populaci (1 %) v kontrastu s podílem mezi státními žalobci (15 %), soudci (23 %), právníky (49 %), doktory (52 %) a obchodníky (60 %); nebo o příkrém nepoměru v průměrném příjmu mezi Němci (810 marek) a Židy (10 000 marek). Porovnává německou náturu vytvářet hodnoty s židovskou náturou hromadit bohatství na úkor ostatních. Zmiňuje se o lichvě, díky které měli někteří Židé dosáhnout závratného bohatství v dobách krize a živoření pro všechny ostatní. Těmito prostředky má podpořit svár ne-li přímo nenávist mezi těmito dvěma skupinami.
Film též obratně volí slova. Někde používá eufemismy (např. invazi do Polska zmiňuje jako „polní tažení“, doslova na začátku filmu zazní "Der Feldzug in Polen hat uns die Gelegenheit gegeben..."), naopak, na vhodných místech nenápadně přidává citově zabarvená slova nebo obraty, která mají za úkol podvědomě manipulovat mínění jednotlivce i veřejnosti.
Typicky pro filmy tohoto typu a období, často mluví o rase, její čistotě či naopak „znečištění“, které pro ni „věčný Žid“ představuje, což podtrhuje jejich více či méně skrytý rasismus. Z jiné věty z Věčného Žida, konkrétně: „S nimi [s Židy] sobectví jednotlivce není službou vyššího společného cíle,“ se dá identifikovat myšlenka fašismu a korporativismu, který zcela upřednostňuje zájem vyššího celku (státu) nad zájmy jednotlivce.
Posledních několik záběrů mladých německých mužů, pochodujících vojáků a nacistických vlajek, působící na city pro znovusjednocení a semknutí Němců, a jsou vizuálně velmi podobné filmům Leni Riefenstahlové ze stejné doby.